# Xu Fu

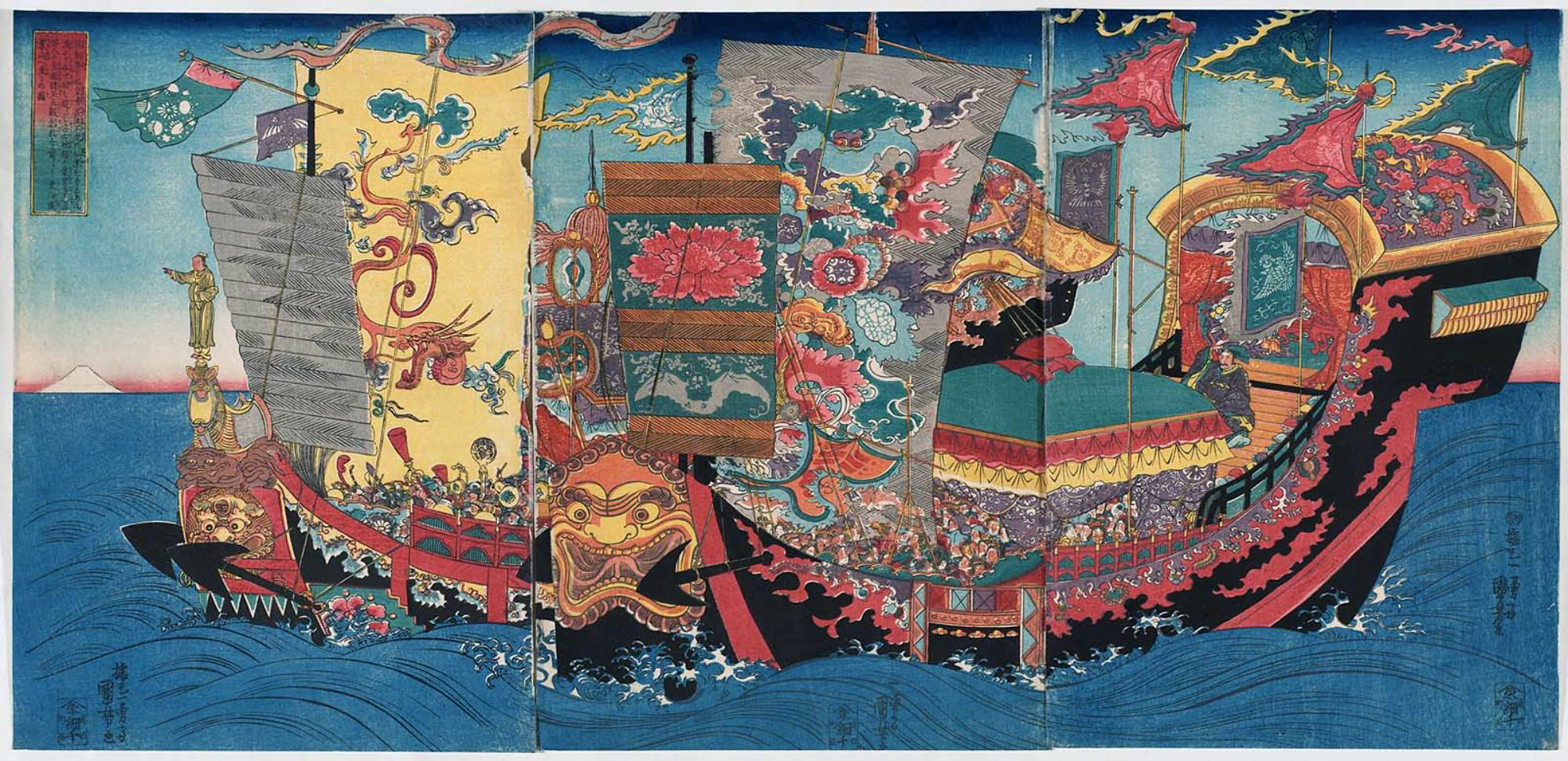
La expedición en busca de la Medicina de la inmortalidad, según una xilografía japonesa de Utagawa Kuniyoshi (c. 1843).

Xu Fu (chino: 徐福 o 徐巿, no debe ser confundido con el carácter 市, en japonés: Jofuku 徐福) nació en el 255 a. C. en Qi, y sirvió como alquimista y explorador la corte de la dinastía Qin de China. Fue enviado por Qin Shi Huang a los mares del este dos veces para buscar el elixir de la vida. Sus dos viajes se produjeron entre 219 a. C. y el 210 a. C.. Se cree que la flota incluía 60 barcos, y alrededor de 5.000 miembros de la tripulación, 3.000 niños y niñas, y artesanos de diferentes campos. Después se embarcó en una segunda misión en el año 210 a. C. y nunca regresó. Algunas fuentes han señalado a 500 niños y 500 niñas como cifra más realista. Varios registros sugieren que pudo haber llegado y muerto en Japón.

## Viaje
El gobernante de Qin, Qin Shi Huang temía a la muerte y buscó una manera de vivir para siempre. Confió a Xu Fu la tarea de encontrar el secreto de la inmortalidad. En 219  a. C., Xu Fu fue enviado con tres mil niños y niñas vírgenes para recuperar el elixir de la vida de los inmortales, incluyendo Anqi Sheng, que supuestamente vivía en la montaña Penglai en el mar de oriente. Xu navegó durante varios años sin encontrar la montaña. En el año 210 a. C., cuando Qin Shi Huang le preguntó, Xu Fu afirmó que había una criatura marina gigante que le bloqueaba el camino, y pidió a los arqueros matar a la criatura. Qin Shi Huang estuvo de acuerdo, y envió arqueros para matar al pez gigante. Xu entonces se hizo a la vela de nuevo, pero nunca regresó de este viaje. Los Documentos del Gran Historiador, dicen que llegó a un lugar con «llanuras y anchos pantanos» (平原 广 泽) y se proclamó rey, para no volver jamás.
Tampoco los textos históricos posteriores son claros sobre el lugar del destino final de Xu Fu. Sanguo Zhi, Libro de Han Posterior y Guadi Zhi, todos ellos afirman que desembarcó en «Danzhou» (亶 州), pero la localización de Danzhou es desconocida. Por último, más de 1.100 años después del viaje final de Xu Fu, el monje Yichu escribió, durante la Dinastía Zhou Posterior (desde 951 hasta 960 dC) de las Cinco Dinastías y los Diez Reinos, que Xu Fu desembarcó en Japón, y también dijo que Xu Fu llamó al monte Fuji como Penglai. Esta es la «Leyenda de Xu Fu en Japón» como lo demuestran los muchos memoriales allí.

## Legado

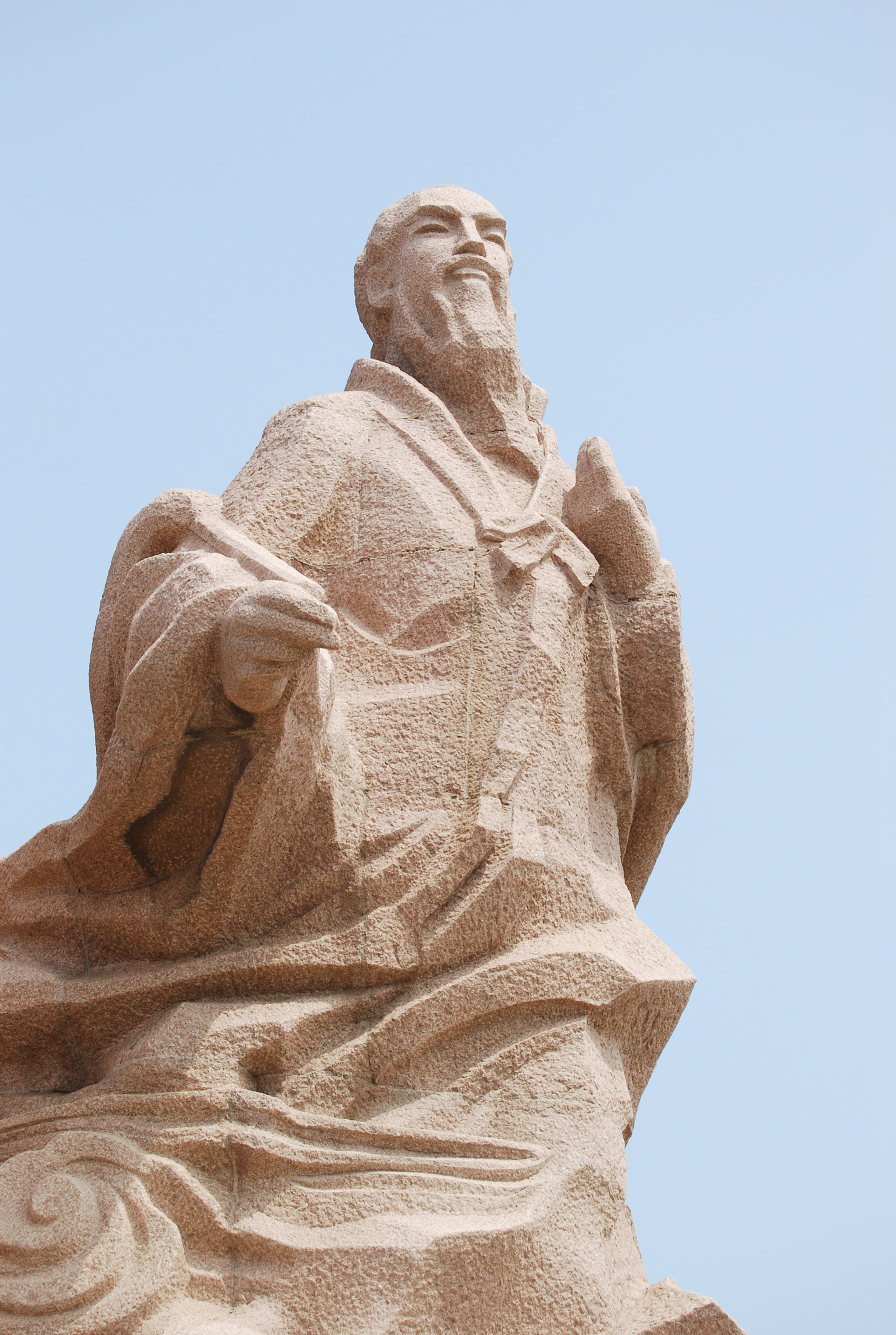
Estatua de Xu Fu.

Los que apoyan la teoría de que Xu Fu desembarcó en Japón acreditan que fue el catalizador para el desarrollo de la sociedad japonesa antigua. La cultura Jōmon, que había existido en el antiguo Japón durante más de 6000 años, desapareció de repente alrededor de 300 a. C.. Las técnicas de cultivo y el conocimiento que Xu habría llevado se dice que mejoraron la calidad de vida del pueblo japonés antiguo y que introdujo muchas nuevas plantas y técnicas para el Japón antiguo. A estos logros se le atribuye la adoración de Xu Fu como el «Dios de la agricultura», «Dios de la medicina» y «Dios de la seda» por los japoneses. Numerosos templos y monumentos de Xu se puede encontrar en muchos lugares de Japón. En Xuzhou, cerca de Yangzhou, hay un Instituto de Investigación Xu Fu unido al Colegio de Profesores Xuzhou.

### Legado en Japón
Según la tradición de la ciudad de Saga, prefectura de Saga, Xu Fu llegó al Mar de Ariake, donde decidió hacer flotar una taza en el agua e ir a tierra donde tocó tierra. Como tal, el lugar donde aterrizó la copa se conoce como "Bubai", que literalmente significa "copa flotante". 
Xu Fu alcanzó la cima del monte Kinryu, donde conoció a un ermitaño y obtuvo el elixir de la vida inmortal. El nombre de este elixir es Furofuki, y todavía crece en el monte Kinryu hoy. Por cierto, se dice que el nombre "Furofuki" proviene de la palabra "Furofushi", que significa "no envejecer, no morir" en japonés.
En octubre de 2008, se llevó a cabo el Simposio Internacional Saga-Xu Fu en la ciudad de Saga. Muchos investigadores de Japón, China, Taiwán y Corea del Sur participaron e hicieron presentaciones. También se dio una conferencia sobre la relación con el sitio de Yoshinogari.